# Titanoeca mae
Espèce
Titanoeca mae est une espèce d'araignées aranéomorphes de la famille des Titanoecidae.

## Distribution
Cette espèce se rencontre en Chine au Hebei et en Russie en Transbaïkalie.

## Description
La femelle holotype mesure 9,89 mm.
Les mâles mesurent de 4,06 à 7,93 mm et les femelles de 6,08 à 8,83 mm.

## Systématique et taxinomie
Cette espèce a été décrite par Song, Zhang et Zhu en 2002.

## Étymologie
Cette espèce est nommée en l'honneur de Xiao-li Ma.

## Publication originale
- Song, Zhang & Zhu, 2002 : « On two new species of spiders (Arachnida: Araneae) from China. » Journal of Shanxi University, Natural Sciences, vol. 25, no 2, p. 145-148.